# Variazioni per orchestra (Dallapiccola)
Pour les articles homonymes, voir Variations pour orchestre.
Varizioni  per orchestra est une œuvre orchestrale en onze variations du compositeur italien Luigi Dallapiccola. Composée en 1954, c'est l'orchestration d'un cycle de pièces pour piano écrites à l'intention de sa fille intitulé quaderno musicale di Annalibera. Cette pièce fut créée en 1954 aux États-Unis par R. Whitney.

## Analyse de l'œuvre
1. Quasi lento misterio: les trombones énoncent un thème sur les lettres B A C H (si bémol, la, ut, si naturel) avec son renversement.
2. allegro con fuoco: Étude d'accords avec une structure dynamique asymétrique.
3. Mosso scorrevole: Pièce polyphonique avec des voix en écho
4. Tranquillamente mosso
5. Poco allegretto alla serenata
6. Molto lento con espressione parlante
7. Andantino amoroso
8. Allegro con violenza
9. Affetuoso cullante
10. Grave
11. Molto lento fantastico